# 赫布里底群岛的布罗布
赫布里底群岛的布罗布(英语：Hebrides blob）是指1990年发现于苏格兰赫布里底群岛的本贝丘拉岛海滩的12英尺（约3.7米）、呈背鳍状、“皮肤”毛茸茸的神秘海洋生物尸体，它的发现者是露易丝·惠茨。赫布里底群岛的布罗布通常被认为是胶原蛋白，但尚未确定具体属于何种生物。